# Jefferson Park (Chicago)
Pour les articles homonymes, voir Jefferson.

Situation de Jefferson Park dans la ville de Chicago

Jefferson Park est l'un des 77 secteurs communautaires de la ville de Chicago aux États-Unis. Le secteur abrite une grande communauté allemande, polonaise et néerlandaise.